# Grmiščni okarček
Grmiščni okarček (znanstveno ime Coenonympha arcania) je dnevni metulj iz družine pisančkov.

## Opis
Grmiščni okarček je srednje velik metulj, ki preko kril meri med 30 in 40 mm. Spodnja stran zadnjih kril je sivorjava in ima med vzorcem lažnih očesc valovit bel pas. Za to vrsto so značilna oranžno in rjavo obrobljena črna očesca z belo sredino, ki ležijo na obeh straneh te svetle lise, njihovo število pa se od metulja do metulja lahko nekoliko razlikuje. Spodnja stran sprednjih kril je temno oranžna z bolj ali manj izrazitim očescem v zgornjem zunanjem kotu. Zgornja stran sprednjih kril je ob zunanjem robu temno oranžne barve in ima širok temno rjav pas. Zadnja krila so zgoraj enotno rjava, ob njihovem spodnjem robu pa teče oranžna črta. Grmiščni okarček je ena pogostejših vrst metuljev v Sloveniji. Najraje se zadržuje ob robu cvetočih travnikov, pojavlja pa se od morja do gozdne meje, kjer ga opazimo med majem in avgustom. Gosenice se prehranjujejo z listi različnih vrst trav.
- Coenonympha arcania ♂
- Coenonympha arcania ♂  △
- Coenonympha arcania ♀
- Coenonympha arcania ♀  △